# Entoloma lanceolatum
Entoloma lanceolatum är en svampart som beskrevs av Wölfel & Hauskn. 1999. Entoloma lanceolatum ingår i släktet Entoloma och familjen Entolomataceae.   Inga underarter finns listade i Catalogue of Life.